# Естонсько-японські відносини

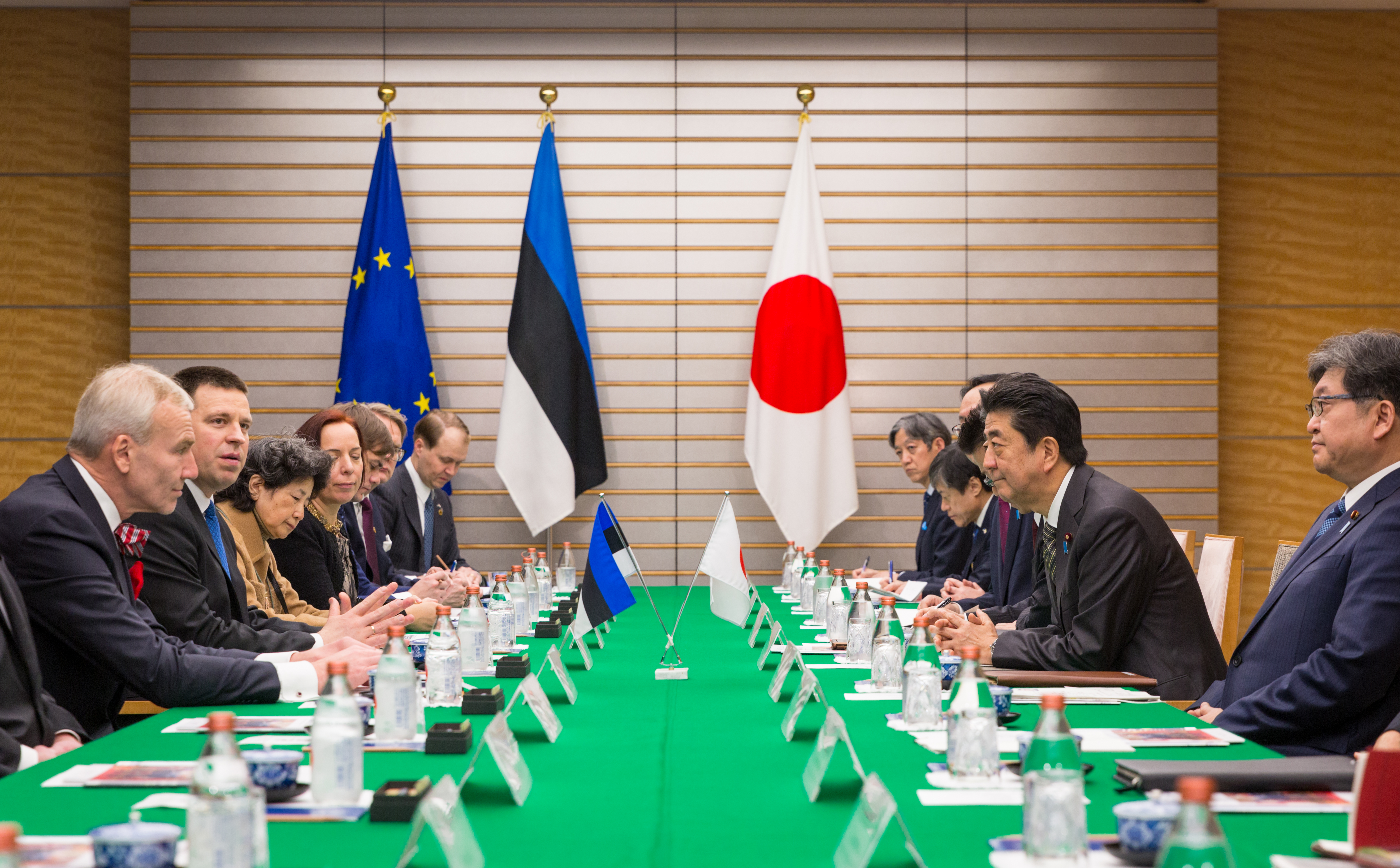
Зустріч естонської делегації з прем'єр-міністром Японії Сіндзо Абе у 2020

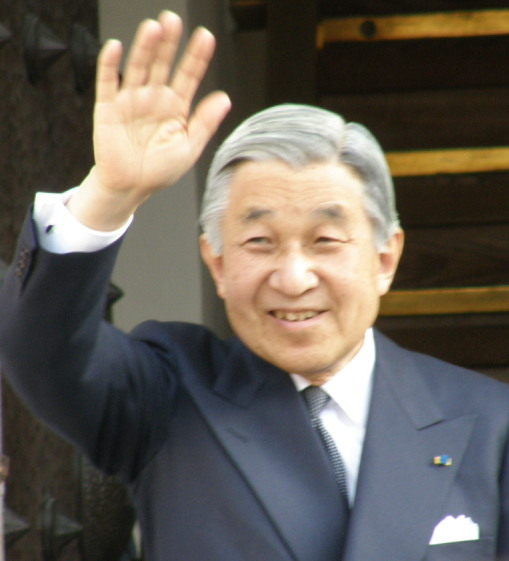
Імператор Японії Акіхіто в Таллінні в 2007

Естонсько-японські відносини - двосторонні дипломатичні відносини між Естонією та Японією, встановлені 10 жовтня 1991.

## Історія
6 березня 1919 Японія де-факто визнала незалежність Естонської Республіки, офіційно визнана 8 березня 1921 виданням Японією окремого акту.
У 1937 в Таллінні також акредитований посол Японії Шин Сакума, який проживає в Ризі.
Після відновлення Естонської Республіки 20 серпня 1991 Надзвичайний і повноважний посол Японії 6 вересня 1991 відправив до Таллінну офіційне послання уряду Японії про визнання незалежності Естонської Республіки. Дипломатичні відносини між двома країнами відновлені 10 жовтня 1991.
Естонсько-японська асоціація діє в Таллінні з 1992.
24 і 25 травня 2007 відбувся офіційний візит Імператора Японії Акіхіто та Імператриці Мітіко до Естонії.

## Культурні зв'язки

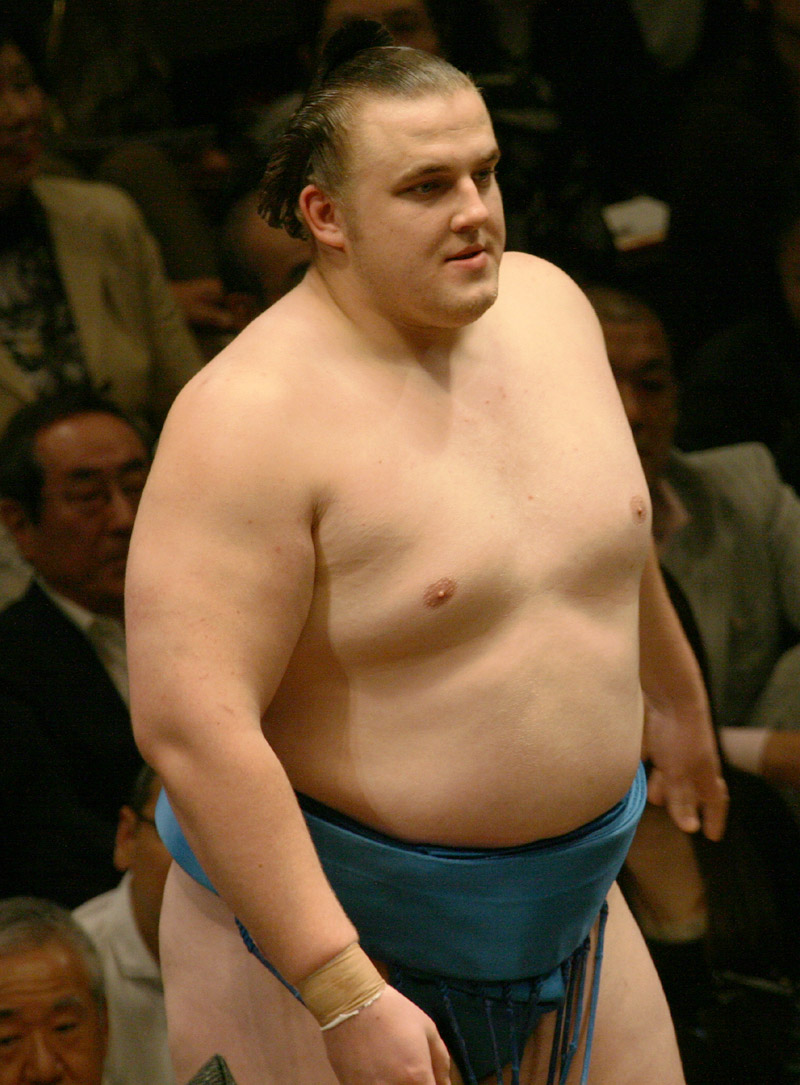
Кайдо Хевельсон у 2008

Кайдо Хевельсон, також відомий як Баруто - перший естонець, який став професійним борцем сумо в Японії. Через незаліковану травму коліна він оголосив про відставку 11 вересня 2013.
Японська альтистка Марі Адачі виступала на Пярнуському музичному фестивалі.
Волість Естонії Саку та японське місто Саку стали побратимами 1 травня 2007.

## Посольства

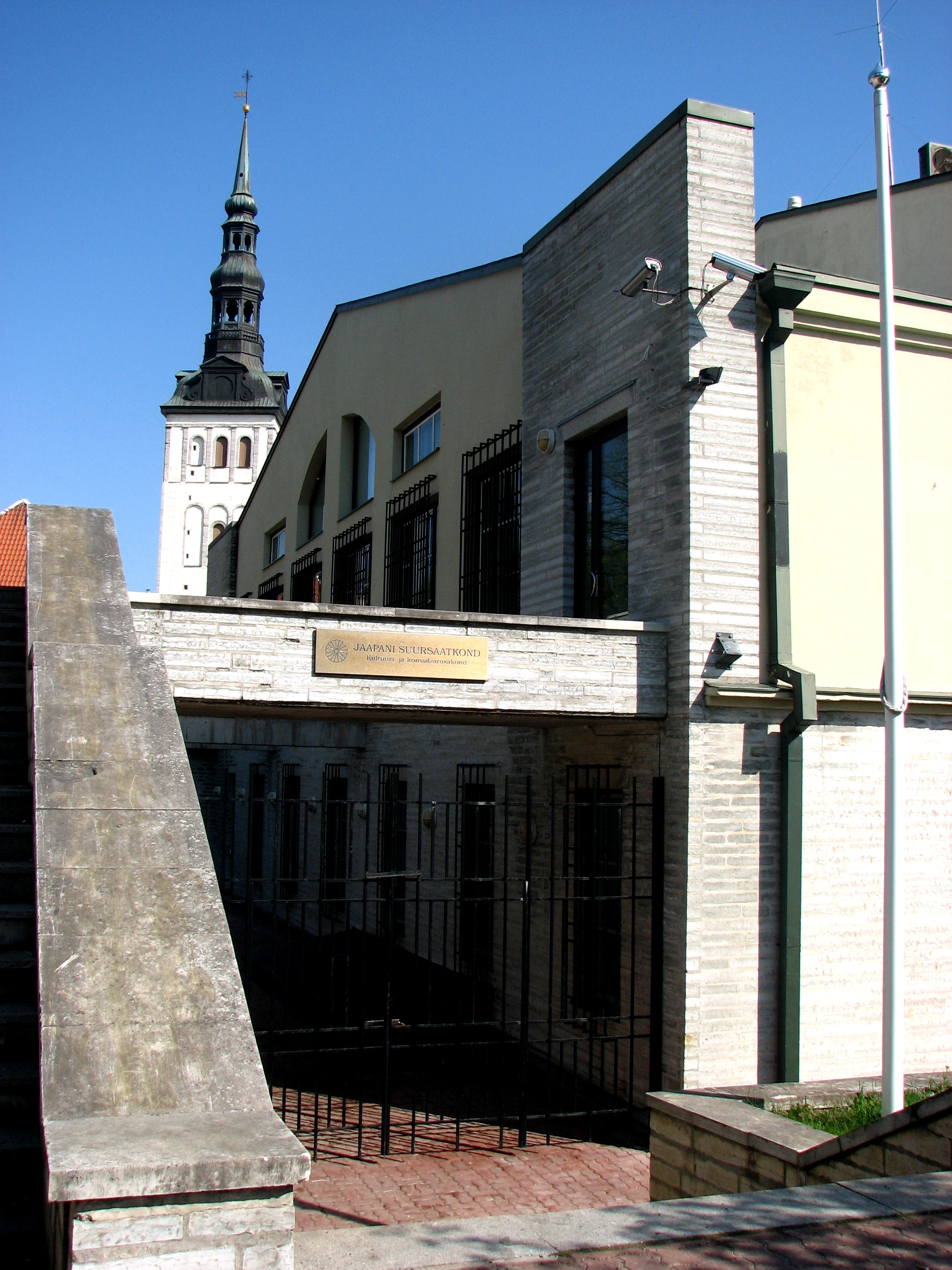
Посольство Японії в Таллінні

1 січня 1993 в Таллінні відкрито посольство Японії, а відкриття посольства Естонії в Токіо відбулося 4 березня 1996.